# غوردون كلايتون (لاعب كرة قدم)
غوردون كلايتون (بالإنجليزية: Gordon Clayton)‏ (3 نوفمبر 1936 - 29 سبتمبر 1991) هو لاعب كرة قدم بريطاني في مركز حراسة المرمى. لعب مع مانشستر يونايتد ونادي ترانمير روفرز لكرة القدم.

## وصلات خارجية
- غوردون كلايتون على موقع قاعدة بيانات كرة القدم.إي يو (الإنجليزية)